# Marcelle de Kenzac
Marcelle de Kenzac, née le 3 avril 1919 à Genève (Suisse) et morte le 25 février 2009 dans cette même ville, est une pianiste, comédienne, metteuse en scène et éditrice suisse. Elle joue ou met en scène une cinquantaine de pièces — de Feydeau à Tennessee Williams — en plus de 25 ans.

## Biographie
Elle est née Marcelle Kauffmann à Genève.

### Formation de pianiste
Elle fait des études de piano en suivant les cours de Mme Cheridjian-Charrey à l'École Supérieure d'Art Dramatique de Genève, où elle obtient son diplôme en 1937. Après l'avoir vu en concert, elle demande à Franz von Hoesslin des cours de perfectionnement. Elle s'adonne aussi à la poésie et entre ainsi en contact avec Paul Fabien Perret-Gentil, éditeur et directeur de théâtre en 1951 à Genève, avec lequel elle se marie par la suite.

### Carrière dans le théâtre
Elle débute dans le théâtre comme comédienne sous le nom de Marcelle de Kenzac avec la compagnie du Théâtre de Suisse Romande que dirige Paul-Fabien Perret-Gentil, en jouant l’Infirmière dans Il est minuit docteur Schweitzer de Cesbron, que met en scène René Habib au Théâtre de la Cour Saint-Pierre (1952).
Le 4 décembre 1953, elle ouvre à Lausanne le Théâtre du Petit-Chêne, dont elle est directrice, actrice et metteur en scène principale jusqu’à sa fermeture en avril 1959. Ce théâtre propose un répertoire qui va du vaudeville au théâtre contemporain. Elle réalise les trois quarts des 42 pièces qui sont données en représentation au Théâtre du Petit-Chêne. Elle en monte et réalise également certaines.
Elle interprète Thérèse dans Hôtel des neiges de Robert Boissy réalisé par Roland Jay (1953) et Laura dans La Ménagerie de verre de Tennessee Williams que met en scène Alfred Penay (1954). Parmi les 42 pièces données au Petit-Chêne, elle en réalise les trois quarts et monte entre autres Doit-on le dire? (1954), Le Prix Martin (1955) et Célimare le bien-aimé (1957), de Labiche, Des souris et des hommes de Steinbeck (1956), La Belle Rombière de Clevers et Hanoteau (1957), Délivrez-nous du mal (1958) de Gisèle Ansorge et des auteurs comme Roger Ferdinand, Marc-Gilbert Sauvajon, André Roussin, Valentin Kataïev ou Pierre Sabatier qui adapte aussi Agnès de Max Frisch où elle tient aussi le rôle-titre (1958). Elle réalise deux pièces de G. B. Shaw, Le Héros et le Soldat où elle joue Louka (1955) et Candida où elle est Candida (1956).
Elle travaille aussi avec le Théâtre de Poche de Genève, alors dirigé par sa belle-fille Fabienne Faby et qui présente un répertoire similaire: elle y monte notamment durant la saison 1960/61 Magie rose de John Van Druten, où elle joue le rôle de la reine Guerain, et Adam de Marcel Achard.

### Carrière dans l'édition
À la mort de Paul, elle reprend  la direction des Éditions Perret-Gentil. Quand elle doit fermer l'entreprise en 1989, plus de 6000 ouvrages sont publiés depuis sa création en 1937.

### Mort par suicide assisté
Atteinte par une maladie incurable, elle décide de suivre un protocole de suicide assisté avec l'association Exit. Elle met fin à ses jours le 25 février 2009 à Chancy, et est inhumée au Cimetière des Rois, à Genève, dans la même tombe que son mari, Paul-Fabien Perret-Gentil,.

## Sources
- Sylvie Johner, « Marcelle de Kenzac », in Andreas Kotte (éd.), Dictionnaire du théâtre en Suisse, Chronos Verlag Zurich, 2005, vol. 2, p. 987, voir figure p. 988.